# Cai Zelin
Cai Zelin (蔡泽林S, Cài ZélínP; Yunnan, 11 aprile 1991) è un marciatore cinese, vincitore della medaglia d'argento nei 20 km ai Giochi olimpici di Rio de Janeiro 2016.

## Biografia
Il 12 agosto 2016 prende parte nella marcia 20 km ai Giochi olimpici di Rio de Janeiro 2016, dove arriva secondo con un tempo di 1h19'26", a pochi secondi di distanza dal connazionale Wang Zhen.

## Palmarès
| Anno | Manifestazione    | Sede           | Evento         | Risultato | Prestazione | Note                          |
| ---- | ----------------- | -------------- | -------------- | --------- | ----------- | ----------------------------- |
| 2010 | Mondiali juniores | Moncton        | Marcia 10000 m | Argento   | 40'43"59    |                               |
| 2011 | Universiadi       | Shenzhen       | Marcia 20 km   | 6º        | 1h26'55"    |                               |
| 2012 | Giochi olimpici   | Londra         | Marcia 20 km   | 4º        | 1h19'44"    |                               |
| 2013 | Mondiali          | Mosca          | Marcia 20 km   | 25º       | 1h25'31"    |                               |
| 2014 | Giochi asiatici   | Incheon        | Marcia 20 km   | 4º        | 1h22'56"    |                               |
| 2015 | Mondiali          | Pechino        | Marcia 20 km   | 5º        | 1h20'42"    |                               |
| 2016 | Giochi olimpici   | Rio de Janeiro | Marcia 20 km   | Argento   | 1h19'26"    | Miglior prestazione personale |
| 2019 | Mondiali          | Doha           | Marcia 20 km   | dnf       | dnf         |                               |
| 2021 | Giochi olimpici   | Tokyo          | Marcia 20 km   | 26º       | 1h26'39"    |                               |

## Altre competizioni internazionali
2016
- Argento ai Mondiali a squadre di marcia ( Roma), marcia 20 km - 1h19'34"[3]
- Oro ai Mondiali a squadre di marcia ( Roma), a squadre - 16 p.[4]